# NGC 1368
NGC 1368 est une lointaine galaxie lenticulaire relativement éloignée et située dans la constellation de l'Éridan. NGC 1368 a été découverte par l'astronome américain Francis Leavenworth en 1885.

## Caractéristiques
Sa vitesse par rapport au fond diffus cosmologique est de 9 332 ± 37 km/s, ce qui correspond à une distance de Hubble de 137,7 ± 9,7 Mpc (∼449 millions d'al).